# Солнан
Солнан (фр. Solnan) је река у Француској. Дуга је 62 km. Улива се у Сел. 